# Asparagus nodulosus
Asparagus nodulosus — вид рослин із родини холодкових (Asparagaceae).

## Середовище проживання
Ареал: Ботсвана, Намібія, ПАР (Північні провінції), Зімбабве.